# Succha (distrito)

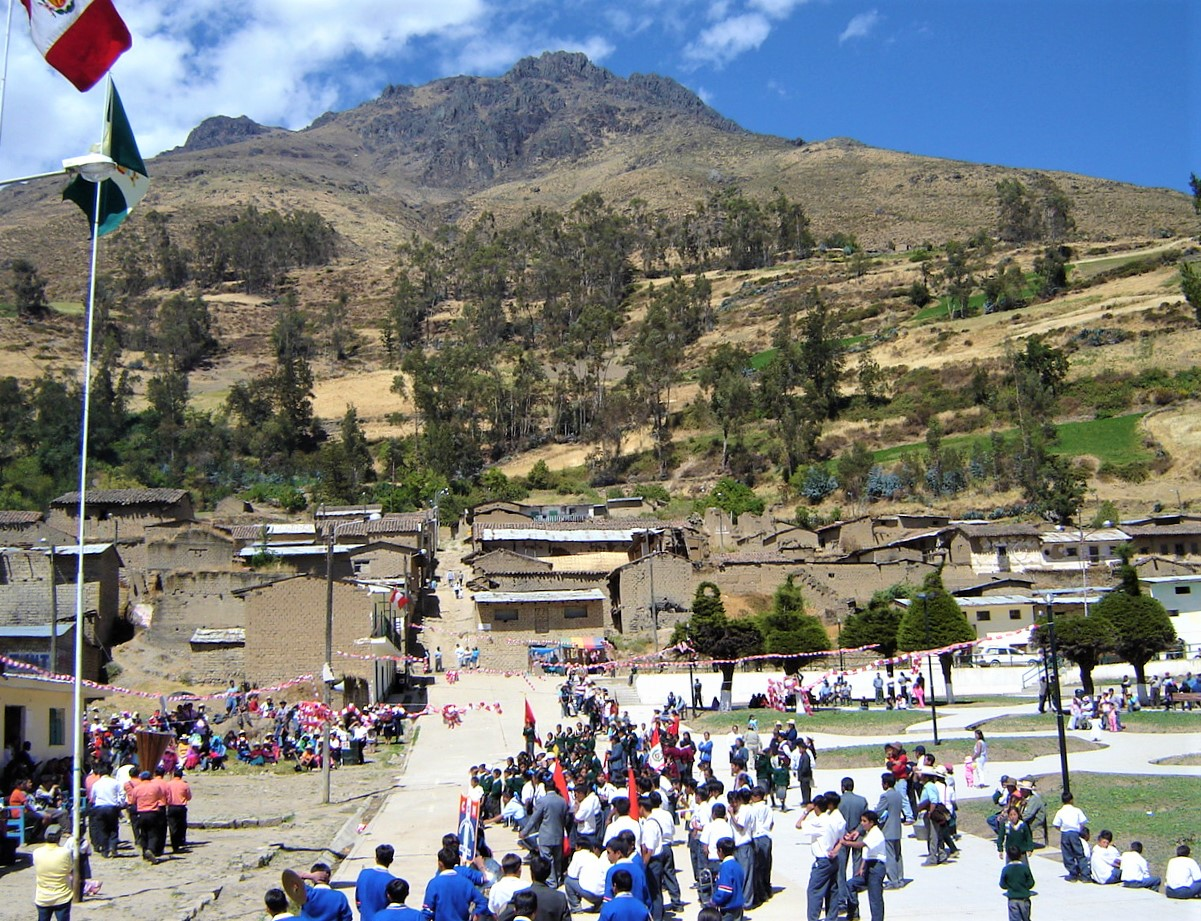
Praça em frente ao Palácio Municipal do distrito de Succha,

Succha é um distrito Peruano localizado na Província de Aija, departamento Ancash. Sua capital é a cidade de Succha.

## Transporte
O distrito de Succha é servido pela seguinte rodovia:
- AN-109, que liga a cidade de Huarmey ao distrito de Recuay[2][3][4]